# Ambystoma altamirani
Espèce
Synonymes
- Rhyacosiredon zempoalaensis Taylor & Smith, 1945
- Ambystoma zempoalaense (Taylor & Smith, 1945)

Statut de conservation UICN

 EN A2ace; B1ab(iii,v)+2ab(iii,v) : En danger
Ambystoma altamirani est une espèce d'urodèles de la famille des Ambystomatidae.

## Répartition et habitat
Cette espèce est endémique du centre du Mexique. Elle se rencontre dans les États de Morelos, de Mexico et dans le District fédéral entre 2 700 et 3 200 m d'altitude.
Elle vit et se reproduit dans les cours d'eau permanents parcourant les forêts de pins et les forêts de pins et chênes.

## Étymologie
Cette espèce est nommée en l'honneur de Fernando Altamirano.

## Publication originale
- Dugès, 1895 : Description d'un Axolotl des Montagnes de las Cruces (Amblystoma Altamirani, A. Dugès). México, Institut Médico-Nacional, Imprimèrie du Ministère de Fomento.